# Vito D'Ancona
Vitale D'Ancona, detto Vito (Pesaro, 12 agosto 1825 – Firenze, 9 gennaio 1884), è stato un pittore italiano.

## Biografia

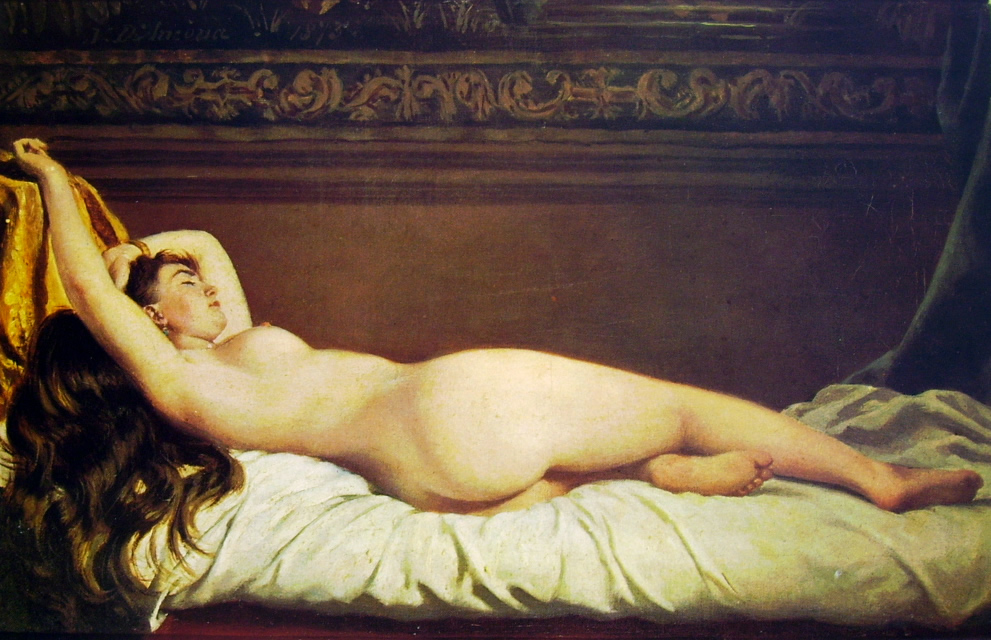
Vito D'Ancona
Nudo, 1873
Galleria d'Arte Moderna di Milano

Nasce a Pesaro in un'agiata famiglia di religione ebraica sefardita da Ester Della Ripa e Giuseppe, commerciante di zucchero e granaglie che nel 1827, a seguito delle severe misure restrittive nei confronti della comunità ebraica messe in atto da Papa Leone XII, si trasferiscono a Pisa e nel 1848, dopo la morte di Giuseppe, a Firenze presso lo zio Laudadio Della Ripa, ricco banchiere e amico di Gioachino Rossini e Bettino Ricasoli.
Quarto di nove figli (fra i quali i parlamentari Alessandro D'Ancona, editore de La Nazione e Sansone D'Ancona, stretto consigliere di Ricasoli, oltre al geologo Cesare, fondatore della Società geografica italiana), Vito avvia il suo tirocinio artistico studiando incisione presso Samuele Jesi, poi nel 1844 viene ammesso all'Accademia di Belle Arti dove è allievo di Giuseppe Bezzuoli, pittore di orientamento accademico e tradizionale, insieme a Telemaco Signorini. Nel 1848 partecipa come volontario alla Prima guerra d'indipendenza, combattendo a Curtatone e Montanara; di rientro dall'impegno bellico, condivide uno studio di pittura in via della Pergola con l'amico Augusto Arnaud.
Nel 1851 espone il Ritratto di Gioacchino Rossini alla Società Promotrice di Firenze e nel 1853 riscuote successo con Savonarola rifiuta di assolvere Lorenzo de' Medici, esposta alla Promotrice di Torino e acquistata da Carlo Alberto.
Nel 1855 D'Ancona introduce l'amico Telemaco Signorini agli altri artisti che si ritrovano al Caffè Michelangiolo e che danno origine al movimento macchiaiolo, del quale Signorini diventerà l'esponente più noto e influente: fra questi, gli amici Odoardo Borrani e Serafino De Tivoli, come lui di religione ebraica.
Nel 1856 è con Signorini e Federico Maldarelli a Venezia, dove frequentano Giuseppe Abbati e Frederic Leighton e si dedica alla copia delle opere di Palma il Vecchio.
Nel 1857 espone alla Società Promotrice di Firenze Il ritorno dal ballo.
Nel 1861 partecipa all'Esposizione Nazionale di Firenze con il soggetto storico Il primo incontro di Dante e Beatrice: il dipinto ottiene un riconoscimento ufficiale dalla commissione dei giurati, che viene però rifiutato dall'artista per le accuse di parzialità rivolte alla giuria.
Questo periodo segna il passaggio alla seconda fase artistica di D'Ancona, con la transizione dallo stile accademico appreso dal Bezzuoli a un rinnovato uso della luce, del chiaroscuro e del colore derivato dallo studio dal vero e dalle rappresentazioni en plein air secondo lo stile macchiaiolo, caratteristiche evidenti in Signora in giardino, Portico, Ritratto di Elvira Bistandi Mariani, L'esilio di Giano Della Bella, Cipressaia, Via del Maglio a Firenze e Colline sul lago.
Nel 1867 si trasferisce a Parigi presso il fratello Giacomo (medico personale di Gioachino Rossini, da lui successivamente ritratto), apre uno studio con Giovanni Mochi dove ospita gli amici Diego Martelli e Signorini e vi rimane per sette anni, entrando in contatto con i colleghi Serafino De Tivoli, De Nittis e Boldini, principali rappresentanti della comunità artistica italiana sulla Senna e ai francesi Jean-Baptiste Camille Corot e Gustave Courbet, la cui arte ricca di contenuti sensuali (su tutti L'origine del mondo) esercita influenza su D'Ancona (Nudo, Nudo femminile, Nudo su fondo rosso), ammirato inoltre dal giapponismo che imperversa nella capitale francese.
Opere di questa terza fase dell'attività artistica di D'Ancona sono Ritratto di Pauline Oulmann, Ritratto di Rossini, Al pianoforte, Cartomante e Bambini che giocano a carte.
D'Ancona è inoltre fine conoscitore letterario e filosofico, che predilige Charles Baudelaire, Gustave Flaubert e Pierre Paul Prud'hon.
Nel 1870 espone al Salon de Paris il successo La venditrice siciliana di arance, poi soggiorna per un breve periodo a Londra dove espone alla Dudley Gallery e nel 1873 al Royal Glasgow Institute of Fine Arts, poi dal 1875 di nuovo a Firenze, dove la sua salute peggiora. In quest'ultimo periodo la sua arte è ormai una colta rielaborazione manieristica della pittura d'interni (Nudo, Ritratto di Giulietta Gallico, Ritratto della figlia Giulietta). 
Nel 1877 partecipa, sebbene malato, all'esposizione Nazionale di Belle Arti di Napoli, vincendo una medaglia d'oro con A porte chiuse: figura di donna nuda. Partecipa anche alla Promotrice di Genova, ma nel 1878 conclude del tutto la sua attività artistica.
Muore a Firenze il 9 gennaio 1884 nella villa di famiglia in Piazza d'Azeglio.

## Stile e opere principali
Gli insegnamenti impartiti all'Accademia di Belle Arti da Giuseppe Bezzuoli, pittore di orientamento accademico e tradizionale poco incline alle novità stilistiche dell'epoca, influenzano in modo deciso la prima fase della produzione artistica di D'Ancona, come in Savonarola rifiuta di assolvere Lorenzo de' Medici, che contribuisce alla sua notorietà grazie all'acquisto da parte di Carlo Alberto, in Il ritorno dal ballo e Il primo incontro di Dante e Beatrice, che ha già tracce cromatiche e chiaroscurali che introducono alla seconda fase artistica.
A partire da questo periodo, per quanto possa essere dedotto dalla scarse opere rimaste, la produzione appare ben ripartita tra dipinti di stampo tradizionale e accademico, con risvolti ricavati dal Seicento toscano e olandese (Jan Vermeer, Pieter de Hooch che condivide con l'amico Odoardo Borrani) in Signora in conversazione, Lo specchio ovale o Nudo su sfondo giallo con soggetti riportati di schiena, luci chiuse e profonde a diffondere un senso di intimità e raccoglimento e il tentativo di innovazione portato con l'adesione nel 1861 ai princìpi macchiaiolo e dopo il 1867 l'influenza della scuola francese, con i dipinti in costume e la raffinata sensualità delle immagini femminili derivati dallo studio delle opere di Gustave Courbet, dove le figure femminili sono sempre interpretate in un atteggiamento o nel clima dell'intimità domestica.
D'Ancona, colto e benestante (era soprannominato il riccone nell'entourage macchiaiolo, ha diffuso ai colleghi italiani le novità culturali europee apprese tra Parigi e Londra, raggiungendo l'apice della propria notorietà con la rappresentazione di temi di vita comune trattati con toni molto contrastati, di suggestione quasi espressionistica, oppure con l'uso di una luce non sfumata, di forte carica emotiva. Da segnalare anche i paesaggi, tipicamente macchiaioli, o le scene storiche, dove le suggestioni impressionistiche si coniugano ad una rievocazione fantastica.
In sostanza, nonostante alcune opere di D'Ancona siano ricordate come manifesti del movimento macchiaiolo (Portico, Signora in giardino, La venditrice siciliana di arance,  Cipressaia), l'artista non può essere definito un purista macchiaiolo, dato che l'avvicinamento a questo nuovo genere è riferibile solo a un limitato periodo della sua produzione.
(Emilio Cecchi in Bollettino d'arte del 1927)
Opere:
- Signora in bianco (1850), olio su tavola, Galleria Nazionale d'Arte Moderna di Milano;
- Savonarola rifiuta di assolvere Lorenzo de' Medici (1853), olio su tela, Palazzo Reale di Torino;
- Autoritratto (1856), olio su tela, Museo d'Israele, Gerusalemme;
- Il ritorno dal ballo (1857), olio su tela, disperso;
- Al veglione (Maschere) (circa 1857), olio su tela, Galleria d'Arte Moderna di Palazzo Pitti, Firenze;
- Suonatrice di liuto, (1858), olio su tela, collezione privata;
- Il primo incontro di Dante e Beatrice (1859), olio su tela, disperso;
- L'incontro di Dante e Beatrice, (circa 1860), olio su tela, collezione privata;
- Portico, (1861), olio su tela, Galleria d'Arte Moderna di Palazzo Pitti, Firenze;
- Veduta del parco Reale a Roma, (1861), olio su tela, Palazzo dell′Ente Cassa di Risparmio di Firenze;
- Parco reale (Roma, al Pincio), olio su tela, (1861-1862), Ente Cassa di Risparmio di Firenze;
- Signora in giardino, (1861-1862), olio su tela, collezione privata;
- Testa di donna, (circa 1864), olio su tela, Galleria d'Arte Moderna di Palazzo Pitti, Firenze;
- L'esilio di Giano Della Bella, (circa 1864), olio su tela, collezione privata;
- Donna che cuce, (circa 1865), olio su tela, Museo d'Israele, Gerusalemme;
- Signora in conversazione, (1865), olio su tela, collezione privata;
- Nudo femminile, (circa 1865-1873), olio su tela, Galleria d'Arte Moderna di Palazzo Pitti, Firenze;
- Ritratto di Giacchino Rossini (1865-1874), olio su tela, Galleria d'Arte Moderna di Palazzo Pitti, Firenze;
- Ritratto di una donna con uno scialle, (1866), olio su tela, Museo d'Israele, Gerusalemme;
- Via del Maglio a Firenze, (circa 1867), olio su tela;
- Ritratto di Pauline Oulmann (1868), olio su tela, collezione privata;
- Il bouquet, (1869), olio su tela, collezione privata;
- Ritratto femminile, (1870-1875), olio su tela, Galleria d'Arte Moderna di Palazzo Pitti, Firenze;
- La venditrice siciliana di arance, (1870), olio su tela, collezione privata;
- Bambini che giocano a carte (1870), olio su tela, collezione privata;
- La vendita del dipinto, (1871), olio su tela, collezione privata;
- La finestra sul pomaio, (1873), olio su tela, collezione privata;
- Nudo, (1873), olio su tela, Galleria d'Arte Moderna di Milano;
- Nudo su fondo rosso, (1873), olio su tela, collezione privata;
- Al pianoforte, (1873), olio su tela, collezione privata;
- Cane, (1874), olio su tela, Galleria d'Arte Moderna di Palazzo Pitti, Firenze;
- Le corse alle Cascine, (1874), olio su tela, collezione privata;
- Nello studio, (1874-1880), olio su tela, Galleria d'Arte Moderna di Palazzo Pitti, Firenze;
- Ritratto di Elvira Bistondi Mariani col pappagallo, (1875), olio su tela, collezione privata;
- Ritratto muliebre, (1875), Galleria d'Arte Moderna di Palazzo Pitti, Firenze;
- Nello studio del pittore, (circa 1875), Galleria d'Arte Moderna di Palazzo Pitti, Firenze;
- La ciociara,(1875-1878), olio su tela, Galleria d'arte moderna Ricci Oddi di Piacenza;
- Signora con l'ombrellino, (1875-1880), olio su tavola, Galleria nazionale d'arte moderna di Roma;
- Le belle e la scimmia, (1876), olio su tela, collezione privata;
- Il dono di nozze, (1877), olio su tela, collezione privata;
- Ritratto di Giulietta Puini, (1878), olio su tela, Museo d'Israele, Gerusalemme;
- Donna che fuma, (1878), olio su tela, collezione privata;
- Veduta di Volognano, (1878), olio su tela, collezione privata;
- Alla maschietta, (1881), olio su tela, collezione privata;
- Allo specchio, (non datato), olio su tela, collezione privata;